# الشعب يريد (برنامج)
الشعب يريد هو برنامج تلفزيوني حواري أذاعه طوني خليفة على قناة القاهرة والناس. واستضاف فيه مشاهير في السياسة والفن وأغلب الضيوف هم مصريون. تم التركيز في الحوارات على ثورة 25 يناير وموقف الضيوف منها ومن نظام الرئيس المصري الأسبق حسني مبارك.

## فقرات البرنامج
ينقسم البرنامج إلى ثلاث فقرات هي الشعب يريد أن تسقط القناع والشعب يريد أن تعترف وفقرة أخرى.

## ضيوف الحلقات
- الحلقة 1: تعريف بالبرنامج
- الحلقة 2: مفيد فوزي
- الحلقة 3: طلعت زكريا
- الحلقة 4: خالد يوسف
- الحلقة 5: يسرا
- الحلقة 6: أيمن نور
- الحلقة 7: يسري فودة
- الحلقة 8: ممدوح حمزة
- الحلقة 9: طلعت السادات
- الحلقة 10: جيهان فاضل
- الحلقة 11: مرتضى منصور (جزء 1)
- الحلقة 12: مرتضى منصور (جزء 2)
- الحلقة 13: ايناس الدغيدي
- الحلقة 14: سيد علي
- الحلقة 15: تامر أمين
- الحلقة 16: عمرو واكد
- الحلقة 17: بثينة كامل
- الحلقة 18: رغدة
- الحلقة 19: عصام العريان
- الحلقة 20: مصطفى الفقي
- الحلقة 21: دينا
- الحلقة 22: أحمد فؤاد نجم
- الحلقة 23: حمدين صباحي
- الحلقة 24: يحي الجمل
- الحلقة 25: جانجاه (شقيقة سعاد حسني)
- الحلقة 26: أحمد الهوان

## مواعيد البث
بُث يوميا طيلة رمضان 1432ه/2011م في 08:25 مساء بتوقيت مكة المكرمة. واُعيد في 03:00 صباحا و09:00 صباحا و06:45 مساء بتوقيت مكة المكرمة.

## وصلات خارجية
- الموقع الرسمي للقاهرة والناس